# فرانچسکو دالواولیو
فرانچسکو دالواولیو (به ایتالیایی: Francesco Dall'Olio) (متولد ۳۰ دسامبر ۱۹۵۳ در مودنا) والیبالیست سابق تیم ملی والیبال ایتالیا و باشگاه های میلان، مودنا، اسپولته، مونتیچیاری است. فرانچسکو به همراه ایتالیا در المکپیک ۱۹۸۴ به مدال برنز دست یافت.